# Pierre Webó
Pierre Achille Webo Kouamo (ur. 20 stycznia 1982 w Bafoussam) – kameruński piłkarz występujący na pozycji napastnika.

## Kariera klubowa
Swoją karierę zaczynał w klubie z Stade Bandjoun. Z niego przeniósł się do urugwajskiego Nacionalu. W pierwszym sezonie gry wystąpił w dwóch meczach. W następnym w siedmiu i strzelił pierwszego gola. W sezonie 2002/2003 Webo w 12 meczach strzelił 14 bramek. Warto dodać, że grał u boku swojego rodaka – Benoît Angbwy. Dobra skuteczność w lidze urugwajskiej zaowocowała transferem do Hiszpanii. Webo przeniósł się na jeden sezon do CD Leganés. Następnym jego klubem była CA Osasuna, gdzie Kameruńczyk grał przez cztery sezony, notując kilka występów w Pucharze UEFA. W latach 2007–2011 występował w RCD Mallorca. W 2011 roku przeniósł się do İstanbul Büyükşehir Belediyespor. 1 lutego 2013 roku podpisał kontrakt z Fenerbahçe SK. W 2015 przeszedł do Osmanlısporu.
| Sezon   | Klub           | Kraj      | Flaga     | Rozgrywki                 | Mecze | Bramki |
| ------- | -------------- | --------- | --------- | ------------------------- | ----- | ------ |
| 1998    | Stade Bandjoun | Kamerun   | Kamerun   | Première Division         | ?     | ?      |
| 1999    | Stade Bandjoun | Kamerun   | Kamerun   | Première Division         | ?     | ?      |
| 2000    | Nacional       | Urugwaj   | Urugwaj   | Primera División Uruguaya | 2     | 0      |
| 2001    | Nacional       | Urugwaj   | Urugwaj   | Primera División Uruguaya | 7     | 1      |
| 2002    | Nacional       | Urugwaj   | Urugwaj   | Primera División Uruguaya | 12    | 14     |
| 2002/03 | CD Leganés     | Hiszpania | Hiszpania | Segunda División          | 2     | 0      |
| 2003/04 | CA Osasuna     | Hiszpania | Hiszpania | Primera División          | 28    | 4      |
| 2004/05 | CA Osasuna     | Hiszpania | Hiszpania | Primera División          | 24    | 6      |
| 2005/06 | CA Osasuna     | Hiszpania | Hiszpania | Primera División          | 31    | 6      |
| 2006/07 | CA Osasuna     | Hiszpania | Hiszpania | Primera División          | 31    | 4      |
| 2007/08 | RCD Mallorca   | Hiszpania | Hiszpania | Primera División          | 15    | 5      |
| 2008/09 | RCD Mallorca   | Hiszpania | Hiszpania | Primera División          | 33    | 5      |
| 2009/10 | RCD Mallorca   | Hiszpania | Hiszpania | Primera División          | 30    | 6      |
| 2010/11 | RCD Mallorca   | Hiszpania | Hiszpania | Primera División          | 34    | 11     |
| 2011/12 | İstanbul BB    | Turcja    | Turcja    | Süper Lig                 | 36    | 15     |
| 2012/13 | İstanbul BB    | Turcja    | Turcja    | Süper Lig                 | 18    | 9      |
| 2012/13 | Fenerbahçe SK  | Turcja    | Turcja    | Süper Lig                 | 13    | 7      |
| 2013/14 | Fenerbahçe SK  | Turcja    | Turcja    | Süper Lig                 | 26    | 9      |
| 2014/15 | Fenerbahçe SK  | Turcja    | Turcja    | Süper Lig                 | 26    | 8      |
| 2015/16 | Osmanlıspor    | Turcja    | Turcja    | Süper Lig                 | 20    | 6      |
| 2016/17 | Osmanlıspor    | Turcja    | Turcja    | Süper Lig                 | 29    | 9      |

## Kariera reprezentacyjna
Webo jest reprezentantem Kamerunu. Brał udział w eliminacjach do Mistrzostw Świata 2006, jednak Kamerun nie awansował do turnieju.